# 한설아
한설아(본명: 박지은, 1984년 8월 3일~)는 대한민국의 전 배우이다.

## 학력
- 동덕여자대학교 방송연예학과

## 연기 활동

### 드라마
- 2001년 KBS2 청소년드라마 《학교 4》 ... 박지은 역
- 2007년 KBS2 월화드라마 《한성별곡》
- 2007년 MBC 일일연속극 《아현동 마님》
- 2009년 KBS1 일일연속극 《다 함께 차차차》 ... 미경 역
- 2012년 MBC 금요시트콤 《천 번째 남자》 ... 구미자 역
- 2012년 SBS 아침연속극 《너라서 좋아》 ... 김소진 역
- 2012년 OCN TV시리즈 《뱀파이어 검사》 ... 한미나 역

### 영화
- 2002년 《피아노 치는 대통령》 ... 선미 역
- 2012년 《건축학개론》 ... 넥타이 매장점원 역
- 2013년 《그 여자 그 남자의 속사정》 ... 현주 역